# Municipio de Buck (Illinois)
El municipio de Buck (en inglés: Buck Township) es un municipio ubicado en el condado de Edgar en el estado estadounidense de Illinois. En el año 2010 tenía una población de 307 habitantes y una densidad poblacional de 3,46 personas por km².

## Geografía
El municipio de Buck se encuentra ubicado en las coordenadas 39°38′23″N 87°49′7″O / 39.63972, -87.81861. Según la Oficina del Censo de los Estados Unidos, el municipio tiene una superficie total de 88.82 km², de la cual 88,82 km² corresponden a tierra firme y (0 %) 0 km² es agua.

## Demografía
Según el censo de 2010, había 307 personas residiendo en el municipio de Buck. La densidad de población era de 3,46 hab./km². De los 307 habitantes, el municipio de Buck estaba compuesto por el 99,35 % blancos, el 0,65 % eran de otras razas. Del total de la población el 0,98 % eran hispanos o latinos de cualquier raza.